# Tokaikko Junjou
Tokaikko Junjou (都会っ子 純情 Inocencia de una chica de ciudad?) es el tercer sencillo de ℃-ute. Fue lanzado el 17 de octubre de 2007 bajo el sello zetima en una edición regular y limitada. La edición limitada incluye un DVD que incluye entrevistas y un video del concierto.

## Información
La cantante principal seleccionado para Tokaikko Junjou es Airi Suzuki. Las voces menores de la canción son Mai Hagiwara y  Saki Nakajima con solo 3 y 2 líneas solistas. Maimi Yajima también tiene una línea solista y 2 párrafos de soliloquio. La actuación de danza designa a Airi Suzuki , Mai Hagiwara y Saki Nakajima como centros coreográficos, pero en el coro y en la mitad de la canción, Airi Suzuki y Maimi Yajima están en las posiciones centrales.
El 28 de noviembre de 2007, el sencillo vendió 38,085 copias, convirtiéndolo en su single más vendido hasta "Kimi wa Jitensha Watashi wa Densha de Kitaku" en 2012. No se reemplazaron líneas cuando ℃-ute se convirtió en un grupo de 5 miembros, pero Chisato Okai tuvo que cambiar de bando al cantar las líneas del coro.

## Canciones

### CD
- Tokaikko Junjou
- Shiritsu Kyougaku (私立共学; Escuela Privada)
- Tokaikko Junjou (Instrumental)

### Edición Limitada DVD
1. Interview (インタビュー; Intermedio)
  - Umeda Erika
  - Yajima Maimi
  - Nakajima Saki
  - Suzuki Airi
  - Okai Chisato
  - Hagiwara Mai
  - Arihara Kanna
2. Cutie Circuit 2007 ~MAGICAL CUTIE TOUR~ Digest Meguru Koi no Kisetsu (Cutie Circuit 2007 ~MAGICAL CUTIE TOUR~ ダイジスト　めぐる恋の季節)

### Single V
- Tokaikko Junjou (PV)
- Tokaikko Junjou (Dance Shot Ver.)
- Making Eizou (メイキング映像)

### Event V
- Tokaikko Junjou (Interview)
- Tokaikko Junjou (Live Ver.) ~2007.09.30 at Yokohama BLITZ ~Yoru Kouen no Moyou wo Shuuroku~
- Tokaikko Junjou (Close-up Ver.)

## Miembros presentes en el sencillo
- Erika Umeda
- Maimi Yajima
- Kanna Arihara
- Saki Nakajima
- Airi Suzuki
- Chisato Okai
- Mai Hagiwara